# Championnat du monde féminin d'échecs 1975

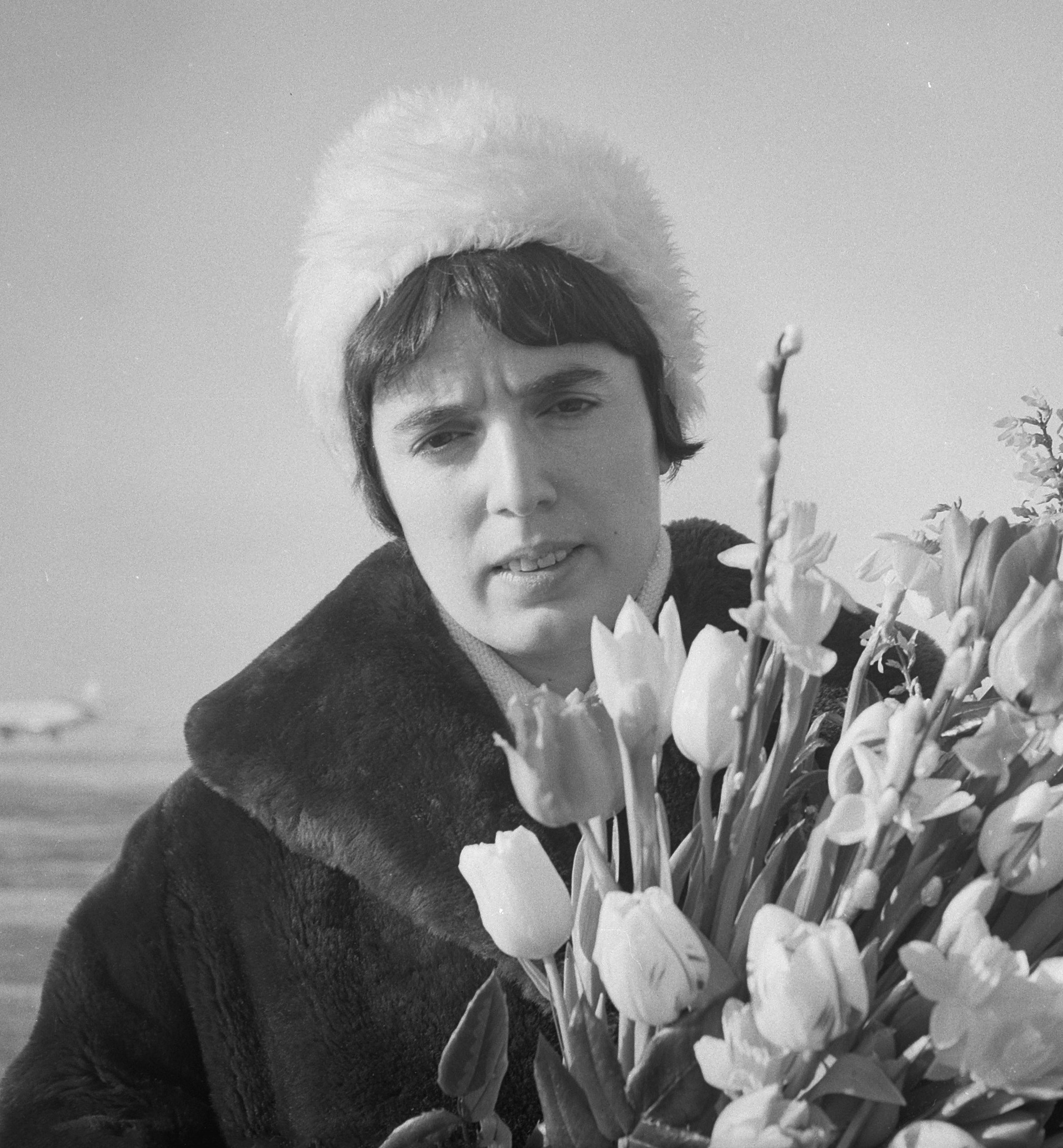
La championne du monde d'échecs russe Nona Gaprindashvili

Le championnat du monde féminin d'échecs de 1975 a été remporté par Nona Gaprindashvili, qui a défendu son titre avec succès contre Nana Alexandria.

## Tournois interzonaux de 1973
Un tournoi interzonal s'est tenu à Minorque en octobre et novembre 1973, réunissant les meilleures joueuses de chaque zone de la FIDE. Au total, 20 joueuses y ont participé, les quatre premières se qualifiant pour le Tournoi des candidates. Kozlovskaya a remporté le tournoi et s'est qualifiée directement, tandis que les quatre joueuses ex aequo à la deuxième place ont disputé un barrage à Kislovodsk en février et mars 1974, à l'issue duquel l'une d'entre elles (Konopleva) a été éliminée,.
|    | Joueuses                     | 1 | 2 | 3 | 4 | 5 | 6 | 7 | 8 | 9 | 10 | 11 | 12 | 13 | 14 | 15 | 16 | 17 | 18 | 19 | 20 | Points | Départage |
| -- | ---------------------------- | - | - | - | - | - | - | - | - | - | -- | -- | -- | -- | -- | -- | -- | -- | -- | -- | -- | ------ | --------- |
| 1  | Valentina Kozlovskaya (URS)  | - | 0 | ½ | ½ | ½ | 1 | 1 | 1 | ½ | 0  | 1  | ½  | 0  | 1  | 1  | 1  | 1  | 1  | 1  | 1  | 13½    |           |
| 2  | Marta Shul (URS)             | 1 | - | 0 | ½ | 1 | 0 | 1 | ½ | ½ | ½  | ½  | 0  | 1  | 1  | 1  | 1  | 1  | 1  | 1  | ½  | 13     | 112.25    |
| 3  | Natalia Konopleva (URS)      | ½ | 1 | - | ½ | 0 | 1 | 1 | ½ | ½ | ½  | 0  | 1  | ½  | ½  | ½  | 1  | 1  | 1  | 1  | 1  | 13     | 110.00    |
| 4  | Irina Levitina (URS)         | ½ | ½ | ½ | - | ½ | 0 | 0 | 1 | ½ | ½  | 1  | ½  | 1  | 1  | 1  | ½  | 1  | 1  | 1  | 1  | 13     | 107.25    |
| 5  | Nana Alexandria (URS)        | ½ | 0 | 1 | ½ | - | 0 | ½ | 0 | ½ | 0  | 1  | 1  | 1  | 1  | 1  | 1  | 1  | 1  | 1  | 1  | 13     | 104.00    |
| 6  | Jana Hartston (ENG)          | 0 | 1 | 0 | 1 | 1 | - | ½ | ½ | ½ | ½  | ½  | 1  | 1  | 0  | ½  | ½  | 1  | 1  | 1  | ½  | 12     | 106.00    |
| 7  | Tatiana Zatulovskaya (URS)   | 0 | 0 | 0 | 1 | ½ | ½ | - | ½ | ½ | ½  | 1  | ½  | 1  | 1  | ½  | 1  | ½  | 1  | 1  | 1  | 12     | 98.00     |
| 8  | Alexandra Nicolau (ROU)      | 0 | ½ | ½ | 0 | 1 | ½ | ½ | - | ½ | ½  | 0  | ½  | ½  | 1  | 1  | 1  | 1  | 1  | 1  | 1  | 12     | 95.00     |
| 9  | Zsuzsa Verőci (HUN)          | ½ | ½ | ½ | ½ | ½ | ½ | ½ | ½ | - | ½  | ½  | ½  | 1  | ½  | 0  | ½  | 1  | 1  | 1  | 1  | 11½    |           |
| 10 | Elisabeta Polihroniade (ROU) | 1 | ½ | ½ | ½ | 1 | ½ | ½ | ½ | ½ | -  | 0  | ½  | 1  | 0  | 1  | 0  | ½  | ½  | 1  | 1  | 11     | 100.50    |
| 11 | Katarina Blagojević (YUG)    | 0 | ½ | 1 | 0 | 0 | ½ | 0 | 1 | ½ | 1  | -  | 0  | ½  | 1  | ½  | ½  | 1  | 1  | 1  | 1  | 11     | 88.00     |
| 12 | Gertrude Baumstark (ROU)     | ½ | 1 | 0 | ½ | 0 | 0 | ½ | ½ | ½ | ½  | 1  | -  | ½  | ½  | ½  | 0  | 0  | 1  | 1  | 1  | 9½     |           |
| 13 | Milunka Lazarević (YUG)      | 1 | 0 | ½ | 0 | 0 | 0 | 0 | ½ | 0 | 0  | ½  | ½  | -  | 0  | 1  | 1  | 1  | 1  | 1  | 1  | 9      |           |
| 14 | Pepita Ferrer (ESP)          | 0 | 0 | ½ | 0 | 0 | 1 | 0 | 0 | ½ | 1  | 0  | ½  | 1  | -  | ½  | ½  | 1  | ½  | ½  | 1  | 8½     |           |
| 15 | Éva Karakas (HUN)            | 0 | 0 | ½ | 0 | 0 | ½ | ½ | 0 | 1 | 0  | ½  | ½  | 0  | ½  | -  | 1  | 0  | ½  | 1  | 1  | 7½     |           |
| 16 | Ljubica Zivkovic (YUG)       | 0 | 0 | 0 | ½ | 0 | ½ | 0 | 0 | ½ | 1  | ½  | 1  | 0  | ½  | 0  | -  | ½  | 1  | 0  | 1  | 7      |           |
| 17 | Ruth Volgl Cardoso (BRA)     | 0 | 0 | 0 | 0 | 0 | 0 | ½ | 0 | 0 | ½  | 0  | 1  | 0  | 0  | 1  | ½  | -  | ½  | 0  | ½  | 4½     |           |
| 18 | Eva Aronson (USA)            | 0 | 0 | 0 | 0 | 0 | 0 | 0 | 0 | 0 | ½  | 0  | 0  | 0  | ½  | ½  | 0  | ½  | -  | 1  | ½  | 3½     | 20.25     |
| 19 | Linda Maddern (AUS)          | 0 | 0 | 0 | 0 | 0 | 0 | 0 | 0 | 0 | 0  | 0  | 0  | 0  | ½  | 0  | 1  | 1  | 0  | -  | 1  | 3½     | 17.75     |
| 20 | Ruth Donnelly (USA)          | 0 | ½ | 0 | 0 | 0 | ½ | 0 | 0 | 0 | 0  | 0  | 0  | 0  | 0  | 0  | 0  | ½  | ½  | 0  | -  | 2      |           |
|   |                         | 1       | 2       | 3       | 4       | Total |
| - | ----------------------- | ------- | ------- | ------- | ------- | ----- |
| 1 | Nana Alexandria (URS)   | x x x x | 1 ½ ½ ½ | 1 ½ 1 ½ | 1 ½ 1 ½ | 8½    |
| 2 | Irina Levitina (URS)    | 0 ½ ½ ½ | x x x x | ½ 1 0 1 | ½ 1 1 ½ | 7     |
| 3 | Marta Shul (URS)        | 0 ½ 0 ½ | ½ 0 1 0 | x x x x | 1 1 1 1 | 6½    |
| 4 | Natalia Konopleva (URS) | 0 ½ 0 ½ | ½ 0 0 ½ | 0 0 0 0 | x x x x | 2     |

## Matchs des candidates 1974-75
Les trois premières de l'Interzonal auraient dû être rejointes par Alla Kushnir, la perdante du dernier match de championnat. Cependant, Kushnir avait récemment fui l'Union soviétique et n'a pas pu participer, de sorte que quatre joueurs se sont qualifiés à partir de l'Interzonal (Kushnir s'est ensuite installée en Israël et a représenté son nouveau pays lors des championnats suivant).
Ces quatre joueuses se sont affrontées lors d'une série de matchs à élimination directe. Alexandria a gagné, gagnant le droit de défier la championne en titre, Gaprindashvili.
|  | Demi-finales              | Demi-finales   |                           |    | Finale | Finale |
|  |                           |                |                           |    |        |        |
|  | Riga, Mai–Juin 1974       |                |                           |    |        |        |
|  |                           |                |                           |    |        |        |
|  | Nana Alexandria           | 5½             |                           |    |        |        |
|  | Nana Alexandria           | 5½             | Moscou, Fevrier-Mars 1975 |    |        |        |
|  | Marta Shul                | 2½             |                           |    |        |        |
|  | Marta Shul                | 2½             | Nana Alexandria           | 9  |        |        |
|  | Kislovodsk, Mai–Juin 1974 |                | Nana Alexandria           | 9  |        |        |
|  |                           | Irina Levitina | 8                         |    |        |        |
|  | Irina Levitina            | Irina Levitina | 8                         | 6½ |        |        |
|  | Irina Levitina            |                |                           | 6½ |        |        |
|  | Valentina Kozlovskaya     | 5½             |                           |    |        |        |
|  | Valentina Kozlovskaya     | 5½             |                           |    |        |        |

## Match de championnat 1975
Le match de championnat s'est déroulé à Pitsunda et à Tbilissi en 1975. Alexandria n'a pas fait le poids face à Gaprindashvili, qui a conservé son titre avec une marge confortable.
|                           | 1 | 2 | 3 | 4 | 5 | 6 | 7 | 8 | 9 | 10 | 11 | 12 | Total |
| ------------------------- | - | - | - | - | - | - | - | - | - | -- | -- | -- | ----- |
| Nona Gaprindashvili (URS) | 1 | 0 | 1 | 1 | ½ | 1 | 1 | 0 | 1 | 0  | 1  | 1  | 8½    |
| Nana Alexandria (URS)     | 0 | 1 | 0 | 0 | ½ | 0 | 0 | 1 | 0 | 1  | 0  | 0  | 3½    |